# Ричард Гордън
Ричард Гордън (на английски: Richard Gordon) е американски астронавт, летял два пъти в космоса.

## Биография
Роден е на 5 октомври 1929 г. в Сиатъл, щата Вашингтон. През 1951 г. завършва Университета във Вашингтон и получава диплома на инженер-химик, но скоро се присъединява към армията. Той става военноморски пилот в базата в Джаксънвил във Флорида пилот на изтребител. След известно време завършва и школа за военноморски летци-изпитатели. Лети на много нови видове реактивни самолети. През май 1961 г. по време на трансконтинентален полет от Лос Анджелис до Ню Йорк поставя нов рекорд – 1399.7 km/h и лети по маршрута 2 часа и 47 минути. До момента, когато е приет в третата група на американските астронавти (18 октомври 1963 г.) има налетяни 4682 часа.

## НАСА
След необходимото обучение той е назначен в резервния екипаж на Джемини 8.
За първи път лети на борда на Джемини 11 през септември 1966 г. Командир е Чарлс Конрад, продължителността на полета е около 3 денонощия и се приводнява на повърхността на Атлантическия океан.
Три години след първия си полет е избран за пилот на командния модул в резервния екипаж на Аполо 9. Заема същата длъжност, но вече в основния екипаж на Аполо 12. Целта на мисията е вече Луната, но докато колегите му астронавтите Чарлс Конрад и Алън Бийн са на повърхността на Луната, Ричард Гордън остава 31 часа в орбита около нея. Мисията е с продължителност около десет денонощия и се приводнява в Тихия океан.
| Космически полети на Ричард Гордън                                   | Космически полети на Ричард Гордън | Космически полети на Ричард Гордън | Космически полети на Ричард Гордън | Космически полети на Ричард Гордън       |
| №                                                                    | Дата                               | КК                                 | Функции                            | Продължителност                          |
| -------------------------------------------------------------------- | ---------------------------------- | ---------------------------------- | ---------------------------------- | ---------------------------------------- |
| 1                                                                    | 12 септември 1966                  | „Джемини 11“                       | Пилот                              | 2 денонощия 23 часа 17 минути 8 секунди  |
| 2                                                                    | 14 ноември 1969                    | „Аполо 12“                         | Пилот на командния модул           | 10 денонощия 4 часа 36 минути 24 секунди |
| Сумарно време в космоса – 13 денонощия 3 часа 53 минути и 32 секунди |                                    |                                    |                                    |                                          |

Има две излизания в открития космос по време на първата си мисия с обща продължителност 2 часа и 41 минути.

## След полетите
След полета на Аполо 12, Р. Гордън получава още две назначения: първото е като командир на дублиращия екипаж на Аполо 15, а второто – командир на основния екипаж на отменения Аполо 18. На 1 януари 1972 г.се пенсионира от НАСА и от армията и става вицепрезидент на отбора The New Orleans Saints от Националната футболна лига. От 1 април 1977 г. е генерален директор на Energy Division на John Mecom Company, а от 1993 г. е президент на Space Age America Inc.
Той е женен и има шест деца.